# Колін Стейн
Колін Стейн (англ. Colin Stein, нар. 10 травня 1947, Лінлітгоу, Шотландія) — колишній шотландський футболіст, що грав на позиції нападника.
Виступав, зокрема, за клуби «Гіберніан» та «Рейнджерс», а також національну збірну Шотландії.
Чемпіон Шотландії. Володар Кубка Шотландії. Дворазовий володар Кубка шотландської ліги. Володар Кубка Кубків УЄФА.

## Клубна кар'єра
У дорослому футболі дебютував 1965 року виступами за команду клубу «Гіберніан», в якій провів три сезони, взявши участь у 74 матчах чемпіонату. Більшість часу, проведеного у складі «Гіберніана», був основним гравцем атакувальної ланки команди. У складі «Гіберніана» був одним з головних бомбардирів команди, маючи середню результативність на рівні 0,55 голу за гру першості.
Своєю грою за останню команду привернув увагу представників тренерського штабу клубу «Рейнджерс», до складу якого приєднався 1968 року. Відіграв за команду з Глазго наступні чотири сезони своєї ігрової кар'єри. Граючи у складі «Рейнджерс» також здебільшого виходив на поле в основному складі команди. В новому клубі був серед найкращих голеодорів, відзначаючись забитим голом в середньому щонайменше у кожній третій грі чемпіонату. За цей час виборов титул володаря Кубка Кубків УЄФА.
Протягом 1972—1974 років захищав кольори команди клубу «Ковентрі Сіті».
1975 року повернувся до клубу «Рейнджерс». Цього разу провів у складі його команди два сезони. За цей час додав до переліку своїх трофеїв титул чемпіона Шотландії.
Завершив професійну ігрову кар'єру у клубі «Кілмарнок», за команду якого виступав протягом 1977—1978 років.

## Виступи за збірну
1968 року дебютував в офіційних матчах у складі національної збірної Шотландії. Протягом кар'єри у національній команді, яка тривала 6 років, провів у формі головної команди країни 21 матч, забивши 9 голів.

## Досягнення
- Чемпіон Шотландії:

«Рейнджерс»: 1975–1976
- Володар Кубка Шотландії:

«Рейнджерс»: 1975–1976
- Володар Кубка шотландської ліги:

«Рейнджерс»: 1970–1971, 1975–1976
- Володар Кубка Кубків УЄФА:

«Рейнджерс»: 1971-72